# Хансен, Боб
Роберт Луис «Боб» Хансен II (англ. Robert Louis "Bob" Hansen II; родился 18 января 1961 года, Де-Мойн, штат Айова) — американский профессиональный баскетболист.

## Ранние годы
Хансен родился в городе Де-Мойн (штат Айова), сначала учился в начальной школе Христ-зе-Кинг, а последние четыре года в Доулингской средней школе на западе Де-Мойна. На последнем году обучения (1979) он набирал по 26 очков и 11 подборов в среднем за игру, приведя свою команду к победе в первенстве среди учащихся старших классов. Его успехи в школе привлекли к нему внимание многих студенческих команд, но Боб сделал выбор в пользу Айовского университета, куда он был приглашён тренером Лютом Олсеном играть за «Айова Хокайс». В новой команде Хансен играл ключевую роль, в результате чего в 1980 году «Хокайс» вышли в финал четырёх турнира NCAA, а в 1983 году он был признан самым ценным игроком в составе «Хокайс».
В 1979 году Хансен стал в составе сборной США победителем чемпионата мира по баскетболу среди юношей до 19 лет в Сальвадоре.

## Карьера в НБА

### Общая информация
Играл на позиции атакующего защитника. В 1983 году был выбран на драфте НБА под 54-м номером командой «Юта Джаз». Позже выступал за команды «Сакраменто Кингз» и «Чикаго Буллз». Всего в НБА провёл 9 сезонов. В сезоне 1991/1992 годов Хансен стал чемпионом НБА в составе «Буллз». Всего за карьеру в НБА сыграл 575 игр, в которых набрал 3952 очка (в среднем 6,9 за игру), сделал 1282 подбора, 947 передач, 359 перехватов и 50 блок-шотов.

### Юта Джаз
В своём дебютном сезоне за «Джаз» Хансен сыграл в 55-и матчах, набирая по 2,7 очка и проводя по 7,6 минуты на площадке в среднем за игру. В сезоне 1985/1986 годов он становится полноправным игроком стартовой пятёрки, а 6 марта 1986 года был признан игроком недели НБА, став одним из трёх баскетболистов «Джаз», удостаивавшихся этого звания в течение сезона наряду с Джоном Стоктоном и Карлом Мэлоуном. Самым результативным в карьере для Боба стал следующий сезон, в течение которого он набирал по 9,7 очка в среднем за игру.
Во время вечеринки в канун Нового Года (1989) Хансен был вовлечён в драку партнёром по команде Бартом Кофоедом, в результате которой у Хансена была разбита скула, а Кофоед был отчислен из команды. В 1990 году, во время звёздного уикенда НБА, Боб участвовал в конкурсе трёхочковых бросков, финишировав четвёртым.
Хансен каждый год (1984—1990) играл за «Джаз» в плей-офф НБА, но лучшим результатом его команды был выход в полуфинал западной конференции в 1984, 1985 и 1988 годах. 25 июня 1990 года он был вовлечён в сделку с участием трёх команд, в результате которой «Юта Джаз» приобрела Джеффа Мэлоуна из Вашингтон Буллетс и право выбора на двух ближайших драфтах, отдав в «Сакраменто Кингз» Хансена и Эрика Лекнера.

### Кингз и Буллз
В составе «Кингз» Хансен провёл всего один сезон, а в начале следующего, после двух проведённых игр, был обменян в «Чикаго Буллз» на Денниса Хопсона и выбор во втором раунде драфта. В своей новой команде, где тогда блистали Майкл Джордан и Скотти Пиппен, Боб провёл 66 игр в регулярном чемпионате и вместе с Крейгом Ходжесом выступал в качестве сменщика Джордана.
Свой самый памятный профессиональный вклад в карьере Хансен внёс в финале НБА 1992 года, во время шестой игры (14 июня), когда, при счёте в серии 3-2 в пользу «Буллз», его команда после трёх четвертей проигрывала 15 очков «Портленд Трэйл Блэйзерс» (64-79). Главный тренер «Быков» Фил Джексон решил дать отдохнуть Джордану и выпустить Хансена (всего на 5 минут) в надежде на дополнительный толчок, чтобы не доводить определение чемпиона до седьмой решающей игры. Хансен начал четвёртую четверть с точного трёхочкового, его единственного попадания в игре, и перехвата у Джерома Керси, после чего спросил у Джордана, не хочет ли он вернуться в игру, но Майкл отказался. Затем последовал рывок «Буллз» 14-2, в котором солировал Пиппен при поддержке того же Хансена и запасного центрового Стэйси Кинга, после чего на площадку вышел отдохнувший Джордан. «Быки» заставили себя вернуться в игру и в итоге добились нелёгкой победы со счётом 97-93, таким образом завоевав свой второй подряд чемпионский титул, причём Хансен был единственным игроком «Буллз», кто не выигрывал с командой прошлогоднее первенство.

## После завершения карьеры
Получив чемпионский перстень, Хансен завершил свою профессиональную карьеру. В настоящее время работает телевизионным и радиокомментатором, обслуживающим матчи с участием родной команды «Айова Хокайс» вместе с Гэри Дольфином. Также Хансен постоянно играет в баскетбол с детьми в летних лагерях неподалёку от Чикаго. В 1999 году он был введён в зал спортивной славы Айовы.

## Статистика

### Статистика в НБА
| Сезон                                                                                    | Команда    | Регулярный сезон | Регулярный сезон | Регулярный сезон | Регулярный сезон | Регулярный сезон | Регулярный сезон | Регулярный сезон | Регулярный сезон | Регулярный сезон | Регулярный сезон | Регулярный сезон | Серия плей-офф | Серия плей-офф | Серия плей-офф | Серия плей-офф | Серия плей-офф | Серия плей-офф | Серия плей-офф | Серия плей-офф | Серия плей-офф | Серия плей-офф | Серия плей-офф |
| Сезон                                                                                    | Команда    | GP               | GS               | MPG              | FG%              | 3P%              | FT%              | RPG              | APG              | SPG              | BPG              | PPG              | GP             | GS             | MPG            | FG%            | 3P%            | FT%            | RPG            | APG            | SPG            | BPG            | PPG            |
| ---------------------------------------------------------------------------------------- | ---------- | ---------------- | ---------------- | ---------------- | ---------------- | ---------------- | ---------------- | ---------------- | ---------------- | ---------------- | ---------------- | ---------------- | -------------- | -------------- | -------------- | -------------- | -------------- | -------------- | -------------- | -------------- | -------------- | -------------- | -------------- |
| 1983/84                                                                                  | Юта        | 55               | 0                | 7,6              | 44,8             | 0,0              | 64,3             | 0,9              | 0,8              | 0,3              | 0,1              | 2,7              | 4              | 0              | 4,5            | 28,6           | 66,7           | 50,0           | 1,8            | 0,5            | 0,0            | 0,0            | 1,8            |
| 1984/85                                                                                  | Юта        | 54               | 4                | 12,0             | 48,9             | 14,3             | 55,6             | 1,3              | 1,4              | 0,5              | 0,0              | 4,8              | 8              | 0              | 4,3            | 25,0           | -              | 62,5           | 0,5            | 0,8            | 0,4            | 0,0            | 1,1            |
| 1985/86                                                                                  | Юта        | 82               | 82               | 24,9             | 47,6             | 34,0             | 72,0             | 3,0              | 2,4              | 0,9              | 0,1              | 8,7              | 4              | 4              | 35,0           | 73,0           | 66,7           | 88,9           | 4,5            | 2,8            | 0,8            | 0,3            | 16,0           |
| 1986/87                                                                                  | Юта        | 72               | 72               | 20,2             | 44,5             | 35,6             | 76,0             | 2,8              | 1,4              | 0,6              | 0,1              | 9,7              | 5              | 5              | 28,4           | 42,9           | 40,0           | 85,0           | 3,0            | 2,2            | 0,2            | 0,2            | 12,2           |
| 1987/88                                                                                  | Юта        | 81               | 51               | 22,2             | 51,7             | 33,0             | 74,3             | 2,3              | 2,2              | 0,8              | 0,1              | 9,6              | 11             | 11             | 37,1           | 49,6           | 52,8           | 72,7           | 3,5            | 2,9            | 0,6            | 0,0            | 15,4           |
| 1988/89                                                                                  | Юта        | 46               | 9                | 21,0             | 46,7             | 35,2             | 56,0             | 2,8              | 1,1              | 0,8              | 0,1              | 7,4              | 3              | 3              | 41,0           | 31,4           | 33,3           | 80,0           | 5,7            | 1,3            | 0,3            | 0,7            | 11,0           |
| 1989/90                                                                                  | Юта        | 81               | 81               | 26,8             | 46,7             | 35,1             | 51,6             | 2,8              | 1,8              | 0,6              | 0,1              | 7,6              | 5              | 5              | 29,0           | 48,8           | 50,0           | 25,0           | 2,8            | 1,0            | 0,6            | 0,0            | 10,0           |
| 1990/91                                                                                  | Сакраменто | 36               | 24               | 22,5             | 37,5             | 27,5             | 50,0             | 2,7              | 2,5              | 0,6              | 0,1              | 6,4              | Не участвовал  | Не участвовал  | Не участвовал  | Не участвовал  | Не участвовал  | Не участвовал  | Не участвовал  | Не участвовал  | Не участвовал  | Не участвовал  | Не участвовал  |
| 1991/92                                                                                  | Сакраменто | 2                | 2                | 20,0             | 44,4             | 0,0              | -                | 2,0              | 0,5              | 0,5              | 0,0              | 4,0              | Не участвовал  | Не участвовал  | Не участвовал  | Не участвовал  | Не участвовал  | Не участвовал  | Не участвовал  | Не участвовал  | Не участвовал  | Не участвовал  | Не участвовал  |
| 1991/92                                                                                  | Чикаго     | 66               | 0                | 11,7             | 44,4             | 28,0             | 36,4             | 1,1              | 1,0              | 0,4              | 0,0              | 2,5              | 9              | 0              | 7,7            | 40,9           | 50,0           | 33,3           | 1,0            | 1,1            | 0,1            | 0,0            | 2,4            |
|                                                                                          | Всего      | 575              | 325              | 19,3             | 46,6             | 32,3             | 66,2             | 2,2              | 1,6              | 0,6              | 0,1              | 6,9              | 49             | 28             | 22,0           | 47,6           | 50,0           | 73,1           | 2,5            | 1,7            | 0,4            | 0,1            | 8,5            |
| Наведите курсор мыши на аббревиатуры в заголовке таблицы, чтобы прочесть их расшифровку. |            |                  |                  |                  |                  |                  |                  |                  |                  |                  |                  |                  |                |                |                |                |                |                |                |                |                |                |                |